# Hockeria aegyptiaca
Hockeria aegyptiaca is een vliesvleugelig insect uit de familie bronswespen (Chalcididae). De wetenschappelijke naam is voor het eerst geldig gepubliceerd in 1936 door Masi.